# The Worried Men Skiffle Group
The Worried Men Skiffle Group war eine österreichische Musikgruppe, die für die Entstehung des Austropop und für die Wiener Dialektwelle einflussreich war. Sie bestand von 1960 bis 2014.

## Allgemeines
Die Gruppe bestand zuletzt aus Edi Fischer (* 1946 in Ellwangen an der Jagst, Deutschland), Günther Pini (* 1942 in Oberpullendorf, Burgenland), Gerhard „Doc“ Richter (* 26. April 1943 in Wien, 
† 22. August 2023), Herbert „Hiero“ Janata (* 21. Juli 1940 in Wien) und Günther „Blesh“ Dinold (* 15. November 1943 in Wien; † 26. April 2023). Von 1967 bis 1968 war der Musiker Gotthard Fellerer Mitglied der Gruppe.
Im Oktober 1960 entstand in Wien, aus dem Zusammenwirken von Gerhard „Doc“ Richter und Herbert „Hiero“ Janata eine Band, die mit ihrer Mischung aus Blues, Folk, swingendem Jazz und Wiener Schmäh 10 Jahre später die österreichische Musikszene beeinflussen sollte.
Sie spielten vornehmlich auf einfachen Gegenständen wie beispielsweise einem Waschbrett oder einer als „tub-bass“ bezeichneten Holzkiste mit Besenstiel und gespannter Wäscheleine und auf gängigen Instrumenten, wie Gitarre, Mandoline, Banjo, Mundharmonika und einem Kazoo. Ihre Musikrichtung zeichnet sich durch das Skifflen aus, einen Stil, bei dem jeder einzelne Künstler seine Musik spielt und gemeinsam ein Stück daraus improvisiert wird.
In den letzten Jahrzehnten pflegte die Band neben den altbewährten Songs aus dem US-amerikanischen Folk-, Jazz- und Blues-Bereich auch vermehrt die teilweise zeitkritischen und teilweise makaber-komischen Texte des 1983 tödlich verunglückten Franz(i) Bilik. 2005 feierte die Band ihren 45-jährigen Geburtstag mit einem mehrtägigen Festival im Wiener Jazzland. Besonders durch die ab den 1970ern in Wiener Mundart gehaltenen Texte gilt die Gruppe als Wegbereiter des Austropops. Sie vertonten auch Texte zeitgenössischer Literaten aus dem Umfeld der Wiener Gruppe wie Konrad Bayer („Glaubst i bin bled“) oder Andreas Okopenko („Anarchistenwalzer“, „Schwer ist das Leben in Tulln“).
2010 wurde den fünf Musikern das Silberne Verdienstzeichen des Landes Wien verliehen.
2014 wurde das Ende der Bühnenauftritte der Band aus gesundheitlichen und persönlichen Gründen bekannt gegeben.

## Geschichte

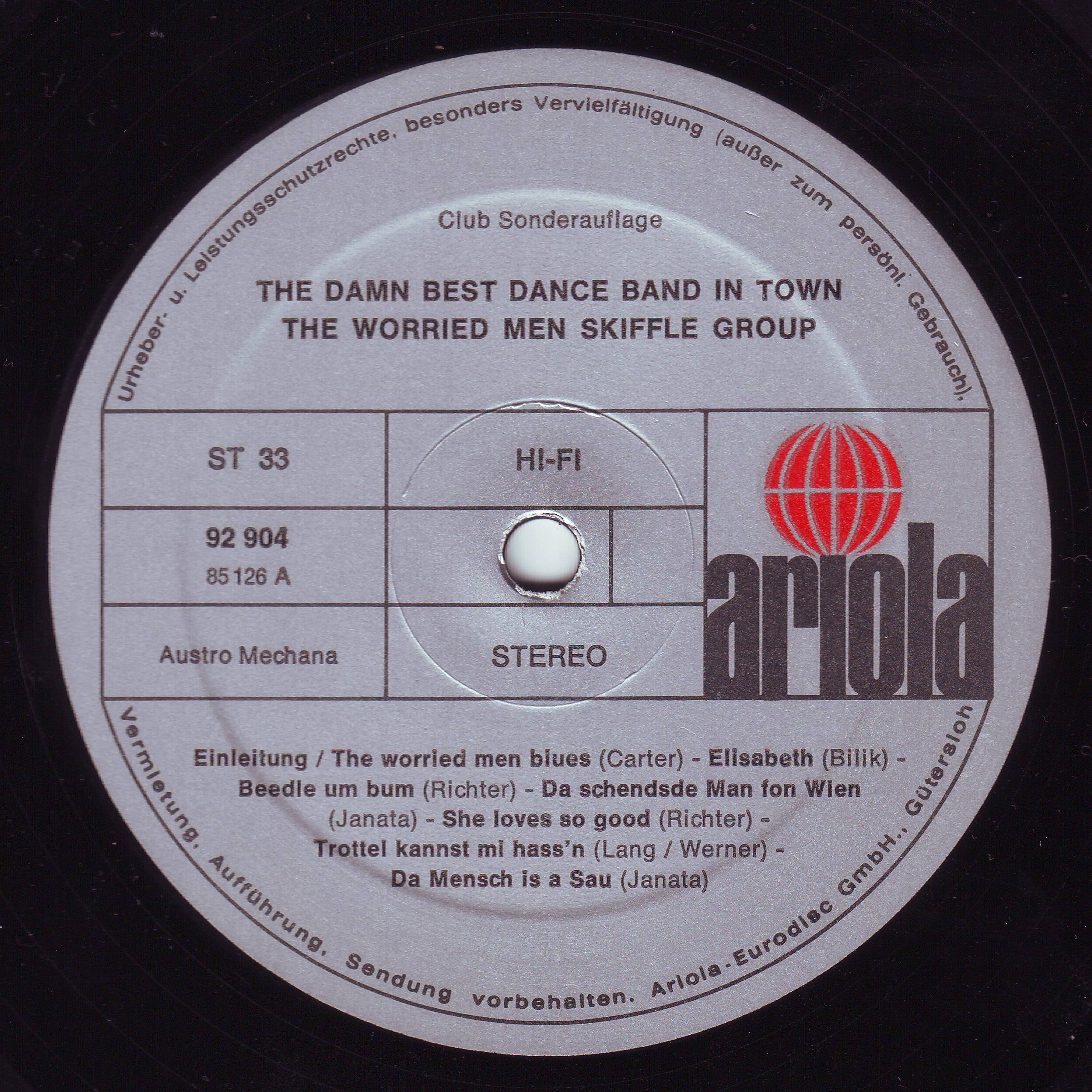
Label der Langspielplatte The Damn Best Dance Band In Town (1971), Seite A

Die Chronik der Band über die Jahrzehnte:

### 60er
- 1960, Oktober - erster öffentlicher Auftritt im Jugendclub „Twen“.
- 1962, 10. Juni - erstmals im Fernsehen in Willy Kraliks Show Leute von heute
- 1966-1969 - Auftritte im Wiener Jazz Club Riverboat
- 1966, 2. Oktober - Gewinner des ersten Folk Festivals auf dem Leopoldsberg bei Wien, wo sie auch zum ersten Mal in der inzwischen zum Markenzeichen gewordenen Frack- und Zylinderkleidung auftraten.
- 1966, 7.Dezember - Studioaufnahmen: Elisabeth, Zeitschriftenannoncen, Take it slow and easy, Sportin'life Blues
- 1967, 24.Mai - Konzert in Preßburg
- 1967, 28.August - Konzert in Wilhering über Vermittlung vom damaligen Studentenfunktionär Wolfgang Schüssel.
- 1967, 12. Oktober - Die Musicbox (Ö3): Erste Eigenproduktion, André Heller präsentiert die ersten Gäste der ORF-Jugendredaktion.
- 1967, 2.Dezember - Gospelkonzert in der Kirche Neu Kagran.
- 1967, 18.Dezember - Aufnahme "Das Sprungbrett" mit Evamaria Kaiser. Titel: Take it slow and easy, Sportin'life Blues, Keep on the sunny side
- 1967, 24. Dezember - Weihnacht mit Hans-Joachim Kulenkampff
- 1968 25. Februar – 3. März - Einwöchiges Gastspiel in Sizilien
- 1968, April - Produktion ö3 Jugendredaktion: Glaubst i bin bleed
- 1968, 23. – 26. Mai - Erfolgreiche Teilnahme beim tschechoslowakischen Folkfestival Porta 68
- 1968, 29. Mai - Die Jugendredaktion stellt zum ersten Mal den Hit Glaubst i bin bleed den ö3 Hörern vor.
- 1968, November - Konzert mit Conny Tex Hat. Aufzeichnung für seine Ö3-Sendung Das Lied der Prärie
- 1968, 31. Dezember - Peter Rapp präsentiert die WMSG zum ersten Mal in seiner Musikshow Spotlight
- 1969, 17. Februar - TV Show Archibalds Hitparade mit Alexis Korner, Beryl Bryden, Wiener Jazzgruppen, WMSG
- 1969, 30. März - ORF-Showchance 69, WMSG singen Da schönste Mann von Wien
- 1969, 13. – 16. Mai - tschechoslowakisches Folkfestival Porta 69 (2.Platz + Publikumspreis mit TV-Show)

### 1970er
In den 70ern stieg die Popularität der Band rapide
- 21. Februar 1970 - Start von Glaubst i bin bleed in den TOP 10 der Ö3-Musicbox, wo die Bandproduktion der Jugendredaktion an den folgenden Tagen bis auf Platz 1 stieg.
- 17. März 1970 - Peter Lodynskis TV-Show Die 70er, Fritz Muliar, Otto Schenk, Die Würfel Kabarettisten, Reinhard Mey, Andre Heller, WMSG (Glaubst i bin bleed)
- 10. April 1970 - Glaubst i bin bleed erscheint als Single. Kurze Zeit später war dieser Dialektsong der erste, der auf die Spitzen der österreichischen Popcharts kletterte und so zum Urvater des Austropop wurde.
- 4.- 7. Juni 1970 - Teilnahme am tschechoslowakischen Folkfestival Porta 70
- 25. Juni 1970 - Konzert mit ORF Mitschnitt Moderator Peter Jost, Salzburg (Volkslieder aus aller Welt)
- 16. Juli 1970 - Single "Trottl kannst mi hass'n"/"Wea ka Messa hod" kommt auf den Markt.
- 1970, 11. und 25. Oktober - TV-Sendung Kontakt - Da Mensch is a Sau
- 21. Oktober 1970 - ORF-Sendung "Horizonte" - Da Mensch is a Sau
- Oktober 1970 - Single "Da Mensch is a Sau"/ "keep on the sunny side" kommt auf den Markt
- 7. November 1970 - Samstag-TV-Show Wünsch dir was - "Da Mensch is a Sau"
- Februar 1971 Lodinskys "Flohmarktcompany" WMSG "Wea ka Messa hod"
- 8. 4. 1971 Die erste Langspielplatte "The Damn Best Dance Band in Town" der WMSG kommt in den Handel
- 16. 4. 1971 Jubiläumskonzert 10 Jahre WMSG Großer Saal des Mozarteums Salzburg
- 19. 6. 1971 Konzert in der Schloßbergbühne Kasematten Graz mit Joe Zawinul & Weather Report, WMSG
- Juni 1971 Single "Karl wie schaust du aus / Owa mi los
- 18. 7. – 20. 8. 1972 Wiener Stadthalle, Austria Folklore Show mit Samy Molcho
- 27. 9. 1973 ORF + ARD-TV Show "Schaufenster" - "Karl wia schaust du aus"
- 14. 3. 1973 FS 2-Sendung über "Mut" "Mut tut gut"
- 29. 6. 1973 Der WMSG Song "Kauf a Zeitung" ist der Höhepunkt der Matinee zum 125-jährigen Geburtstag der „Presse“ im Theater in der Josefstadt. Paula Wessely, Attila Hörbiger, Gottfried von Einem, Otto Schenk, Heinz Marecek, Klaus Maria Brandauer, Vilma Degischer, Leony Rysanek, Bruno Kreisky und viele andere Gratulanten trugen gemeinsam mit der WMSG zu diesem großartigen Ereignis bei.
- Juli 1973 Konzertreise nach Deutschland (Idstein, Wiesbaden)
- 12. 1. 1974 WMSG-Konzert mit Lesung Andreas Okopenko in Berlin
- November 1974 Erscheint die Single I wü oba i drau mi ned / Kauf a Zeitung
- November 1974 Erscheint die 2. LP Teppenförderung
- 8. 2. 1975 WMSG beim 5. Fasching der Presse - Redaktion im Presse-Haus.
- 5. 4. 1975 Meinrad Nell moderiert ein Konzert WMSG & Peter Cornelius in Leoben-Donawitz
- November 1975 Single "I bin a Weh"/Basilisk" erscheint
- Februar 1976 WMSG Konzert im Olympischen Dorf in Innsbruck während der Goldmedaillenfahrt von Franz Klammer
- Mai 1976 Die Single An schenan Gruaß vom Rock'n'Roll/Du bist da schensde Stern feat Jerry Ricks kommt in den Handel
- 6. 6. 1976 WMSG im TV-Spotlight
- 18. 12. 1976 Die Kleine Show mit WMSG wird auf FS 1 ausgestrahlt.
- 31. 12. 1976 WMSG im TV-Spotlight
- 29. 4. 1978 Am Hof, Hauptbühne Konzert 1. Wiener Stadtfest
- 1978 Wandern durch den Wienerwald / Oberstleutnant erscheint

### 1980er/1990er/2000er
- 6. 9. 1985 Stadtfest Linz Hauptplatz
- September 1985 ORF SHOW 25 Jahre WMSG
- 28. 9. 1985 ORF-Sendung "Wir" - Freizeitprofil
- Okt 1985 Die Single I bin da größte / Gib dein Herzn an Stessa kommt in den Handel
- 22. 11. 1985 25 Jahre WMSG Metropol Wien
- 19. 3. 1987 ORF Show Frühling in Frauenhofen
- 24. 5. 1987 Donauinselfest
- 20. 8. 1988 Swinging Velden
- Juli 1995 CD Ein Spass am Wörthersee erscheint
- 24. 6. 2001 Donauinselfest
- 05. 10. 2001 CD Dazö ma kan Schmäh Tivoli Center, 1100 Wien Präsentation
- 19. 10. 2001 Konzert 40 Jahre WMSG Cselley Mühle Oslip
- Februar 2003 WMSG goes Internet - Wir haben eine eigene Homepage
- 21. 9. 2003 Spielefest auf der Schallaburg
- April 2004 CD I bin a Weh erscheint
- 25. – 27. 8. 2005 Festival im Jazzland Wien - 45 Jahre WMSG
- 15. 1. 2008 Jazzland - Präsentation der DVD-Double Feature
- 22. 11. 2008 Aufnahmen DVD und TV Show Best of Austrian Country Music mit Waterloo, Andy Lee Lang, Western Cowboys, New West, Big John, Country Buskers, The Buffaloes u. a.

## Diskografie

### Singles
- 1970: Glaubst i bin bled (Janata/Bayer)[11]
- 1970: Da Mensch is a Sau (Janata)
- 1970: I bin a Wunda (Achleitner/Janata)
- 1970: Trottel, kannst mi hassn (Lang/Werner)
- 1971: Karl wie schaust du aus (Richter)
- 1974: I wü, oba i drau mi net (Janata)
- 1975: I bin a Weh (Hausner)
- 1976 An schenan Gruass vom Rockn Roll (Liebe)
- 1976 Oberstleutnant(Janata)
- 1980 I bin da Grösste

### LPs
- 1970 The Damn Best Dance Band In Town (Ariola 85 126)
- 1975 Teppenförderung (Atom 500.011)
- 1976 Da schendste Mann von Wien (Ariola 88 772 EU)

### CDs
- 1992 Ein Spass am Wörthersee (Koch CD 322 858)
- 2001 Dazö ma kaan Schmäh (CMT 2001TWM01)
- 2004 I bin a Weh (WM 80 184)
- 2007 POPTAKES (AMADEO 835 504-2)
- 2008 Live in Oberpullendorf (LC AT-MG4)

### Auszug Liederliste
- I bin a Wunda
- Glaubst i bin bled (zu einem Text von Konrad Bayer)
- Da schenste Maun von Wien
- I bin a Weh
- Wandern durch den Wienerwald
- Heast du bisd bled
- Trottl, kannst mi haß'n
- Oberstleutnant
- Schwer ist das Leben in Tulln
- I wü oba i drau mi ned
- Kauf a Zeitung
- I bin da Größte
- Hau di zuwe oides Haus
- I häd gern mei Knedl zruck
- Zeitschriftenannoncen
- Der Mensch is a Sau
- An schenan Gruaß vom Rock'n'Roll
- Bluat mit Bierfam fian Vampir
- Im Amt für Teppenförderung
- Elisabeth
- Dazö ma kan Schmäh
- Owa mi loß bitte heit in Ruah